# Göllersdorf
Göllersdorf is een gemeente in de Oostenrijkse deelstaat Neder-Oostenrijk, gelegen in het district Hollabrunn. De gemeente heeft ongeveer 2900 inwoners.

## Geografie
Göllersdorf heeft een oppervlakte van 59,56 km². Het ligt in het noordoosten van het land, ten noorden van de hoofdstad Wenen en ten zuiden van de grens met Tsjechië.

## Galerij

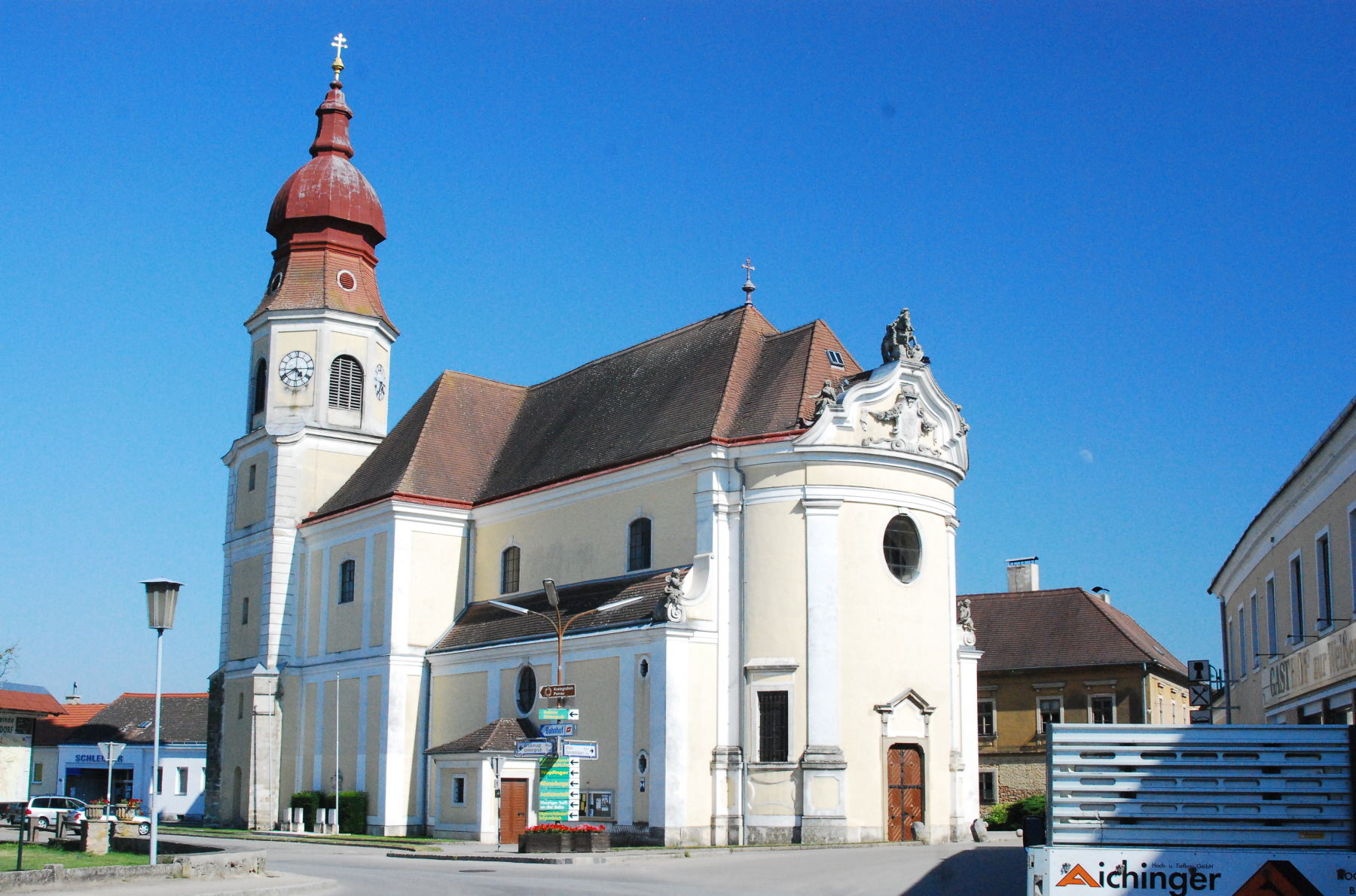
Kerk
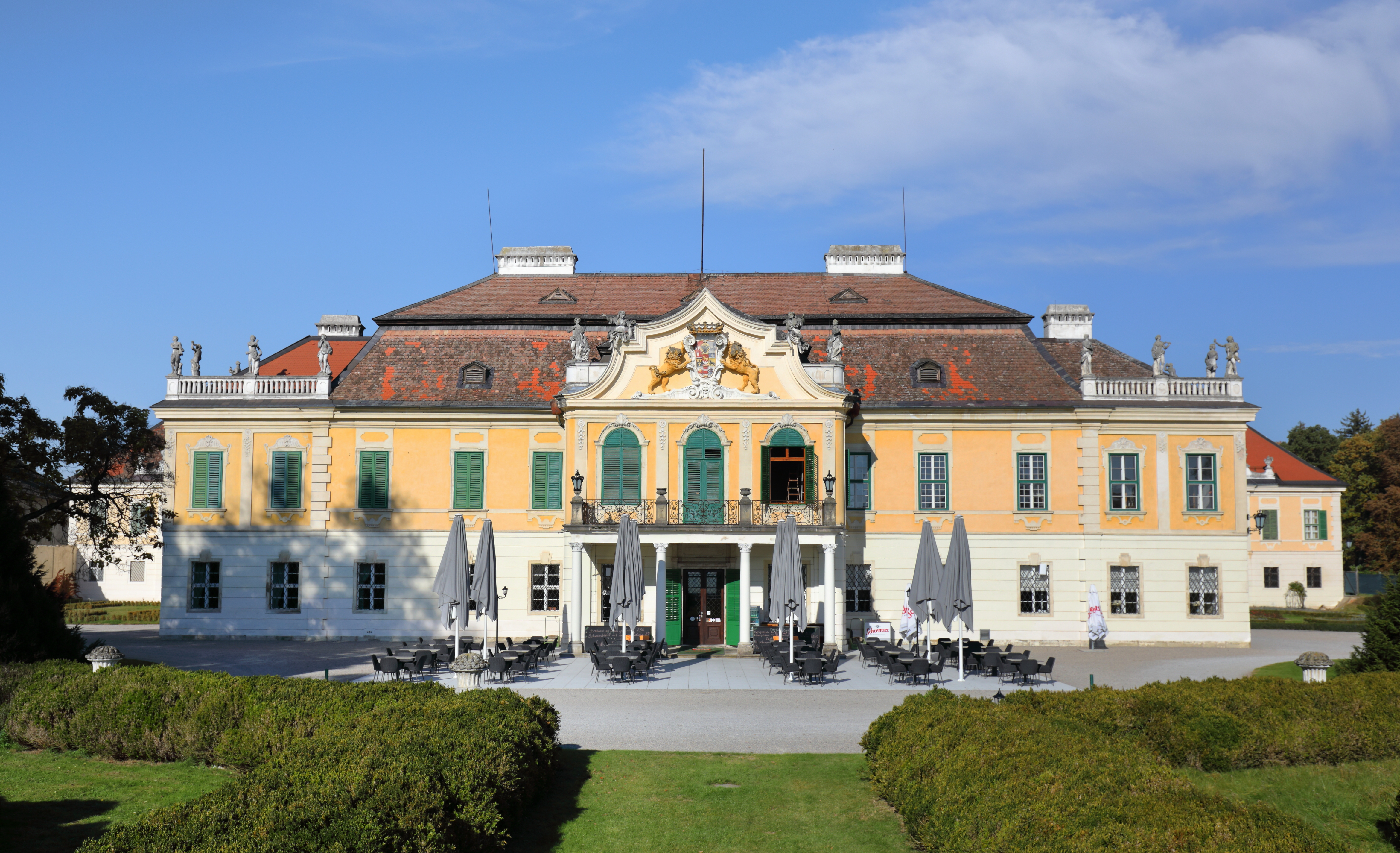
Kasteel Schönborn
Kaart
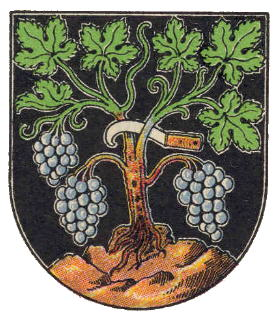
Wapenschild

Alberndorf im Pulkautal · Göllersdorf · Grabern · Guntersdorf · Hadres · Hardegg · Haugsdorf · Heldenberg · Hohenwarth-Mühlbach am Manhartsberg · Hollabrunn · Mailberg · Maissau · Nappersdorf-Kammersdorf · Pernersdorf · Pulkau · Ravelsbach · Retz · Retzbach · Schrattenthal · Seefeld-Kadolz · Sitzendorf an der Schmida · Wullersdorf · Zellerndorf · Ziersdorf
- Bibliothèque nationale de France: cb11960192v (data)
- Gemeinsame Normdatei: 4021423-0
- Library of Congress Control Number: n83200989
- Nationale Bibliotheek van Israël: 987007562110405171
- Virtual International Authority File: 155980903
- WorldCat: E39PBJfRGddt7VMxq7BvhdTyh3